# 徐孝肅
徐孝肃（?—?），隋朝汲郡人。
徐孝肃宗族有数千家，多以豪华奢侈相攀比，只有徐孝肃性情俭约，事奉双亲以孝顺闻名。即使在幼年时，宗族间每有争论，都到徐孝肃家评理，被徐孝肃认为理屈的人，无不引咎而退。徐孝肃早年是孤儿，不知道父亲的相貌，长大后，问母亲父亲的相貌，于是求画工，画出父亲的形像，建庙安置画像定时请安，初一十五享祭。奉养母亲至孝，数十年，家人没见他有生气的脸色。母亲年老得病，徐孝肃亲自照顾日常起居，忧伤憔悴数年，见者无不悲痛伤感。母亲去世，徐孝肃吃蔬菜喝清水，盛冬穿单薄的丧服，哀痛过度骨瘦如柴。祖父母、父母墓都是负土成坟，在墓所结庐四十余年，披发赤脚，守丧而终。
其弟徐德备，聪敏，通五经，河北人称他为儒者。徐德备去世，其子徐处默又庐于墓侧，世代被称为孝子。

## 延伸阅读
[在维基数据编辑]
 《隋書·卷72》，出自魏徵《隋书》